# Stanisław Sławiński (podpułkownik)
Stanisław Sławiński (ur. 9 maja 1907 w Warszawie, zm. 5 czerwca 1989 tamże) – podpułkownik artylerii Wojska Polskiego, magister inżynier.

## Życiorys
Urodził się 9 maja 1907 w Warszawie, w rodzinie Piotra (zm. 1936).
W 1925 roku odbył pierwszą praktykę w 25 Pułku Artylerii Polowej w Kaliszu, a następną w 9 Pułku Artylerii Lekkiej w Białej Podlaskiej. Na podporucznika został awansowany ze starszeństwem z 1 stycznia 1931 roku i 136. lokatą w korpusie oficerów rezerwy artylerii. W 1934 roku pozostawał w ewidencji Powiatowej Komendy Uzupełnień Warszawa Miasto III. Posiadał przydział w rezerwie do 9 Pułku Artylerii Lekkiej. Na porucznika został mianowany ze starszeństwem z 1 stycznia 1936 roku i 115. lokatą w korpusie oficerów rezerwy artylerii.
Do mobilizacji był pracownikiem Szefostwa Budownictwa Korpusu Ochrony Pogranicza. 14 sierpnia 1939 roku „przedłożył końcowe dokumenty rozliczeniowe z budowy koszar dla kompanii granicznej «Przewłoka» i kościoła garnizonowego w Ludwikowie”.
W sierpniu 1939 roku został zmobilizowany do 27 Pułku Artylerii Lekkiej we Włodzimierzu Wołyńskim i przydzielony na stanowisko adiutanta II dywizjonu. 17 sierpnia 1939 roku został przydzielony do Dowództwa 27 Dywizji Piechoty.
Po wybuchu II wojny światowej brał udział w kampanii wrześniowej w stopniu porucznika jako oficer łącznikowy Armii „Pomorze”.
Po wojnie był podpułkownikiem ludowego Wojska Polskiego.
Był autorem wspomnień zatytułowanych „Od Borów Tucholskich do Kampinosu” oraz publikacji dotyczących kampanii wrześniowej 1939 roku.
Zmarł 5 czerwca 1989 w Warszawie. Został pochowany w grobie rodzinnym na Cmentarzu Powązkowskim w Warszawie.
Był żonaty. Miał córkę.

## Ordery i odznaczenia
- Krzyż Srebrny Orderu Wojskowego Virtuti Militari